# Bertrand Mertz

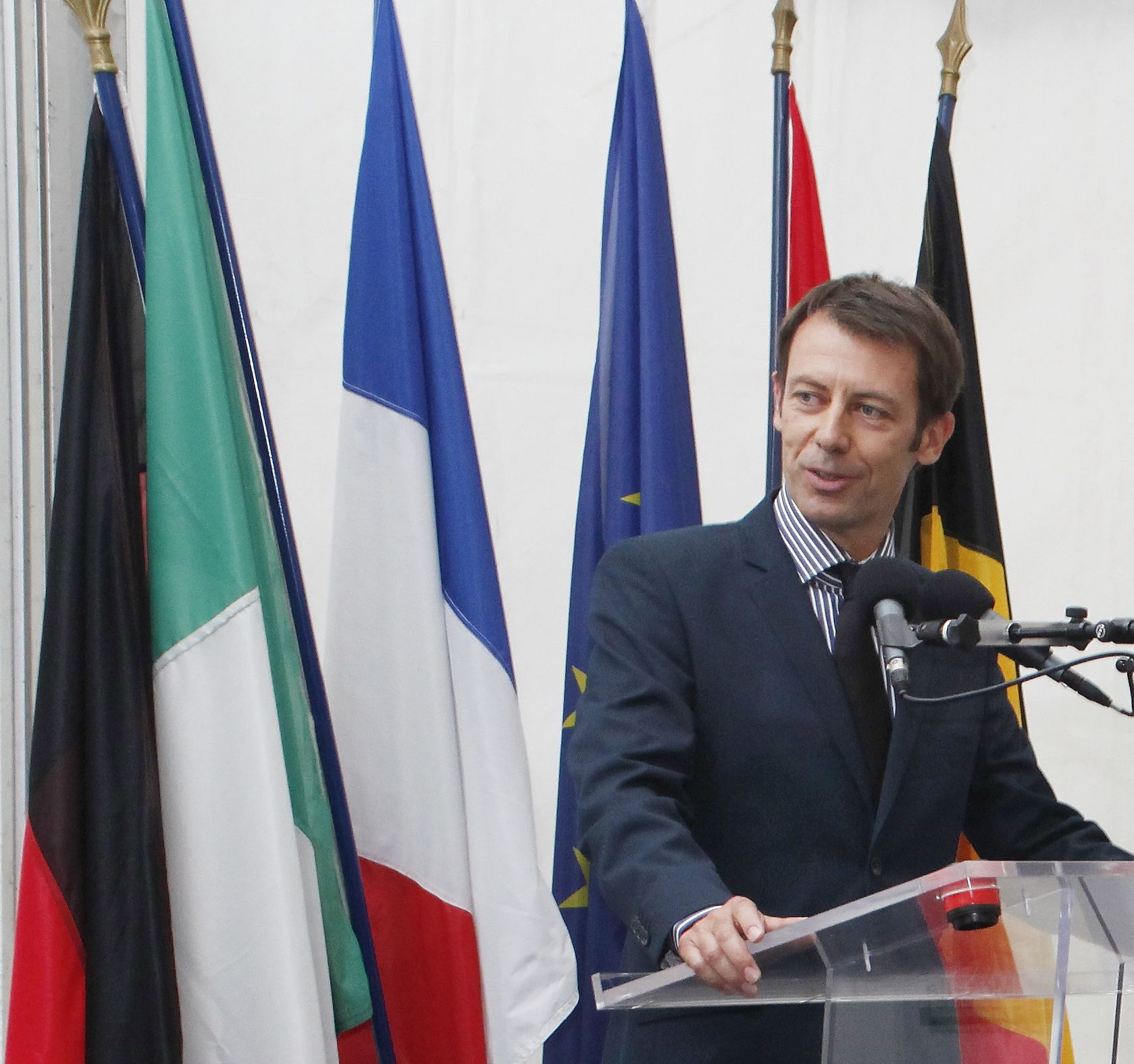
Bertrand Mertz

Bertrand Mertz (* 29. Januar 1962 in Thionville) ist ein französischer Politiker und von März 2008 bis April 2014 Bürgermeister von Thionville. Mertz gehört der Parti socialiste an.
2008 gewann er die Wahl zum Bürgermeister von Thionville gegen den Amtsinhaber Jean-Marie Demange. Demange, der der UMP angehörte, war zuvor seit 1995 Bürgermeister der Stadt gewesen.